# Gustav Holst
Gustav Theodore Holst (ur. 21 września 1874 w Cheltenham, zm. 25 maja 1934 w Londynie) – angielski kompozytor muzyki poważnej, dyrygent, puzonista i pedagog.

## Życiorys
Urodził się w zasymilowanej rodzinie o korzeniach szwedzko-niemieckich jako syn uzdolnionych muzycznie rodziców, sam zaś pobierał lekcje fortepianu i pracował jako organista jeszcze przed rozpoczęciem studiów w Royal College of Music (1893–1898), gdzie uczył się kompozycji u Stanforda i gry na puzonie, na którym grał też zawodowo. W college'u zaprzyjaźnił się z Ralphem Vaughanem Williamsem. Zawarte w 1901 małżeństwo z Isabel Harrison zmusiło go do przerwania pracy puzonisty i szukania stałej posady nauczycielskiej. Odbył w tym zakresie pożyteczną, chociaż wyczerpującą praktykę w szkołach dla dziewcząt im. Jamesa Allena (1903–1920), szkole dla dziewcząt im. Świętego Pawła (od 1905), w Morley College (1907–1924), a później na uniwersytecie w Reading i w Royal College of Music. W 1907 urodziła mu się córka Imogen.
Niewiele miał wówczas czasu na komponowanie, a jego utwory z tego okresu utrzymane były w stylu na poły wagnerowskim. Jednak pod wpływem Vaughana Williamsa i ich wspólnej pasji zbierania pieśni ludowych rozwinął własną osobowość muzyczną. Ciekawość otworzyła także umysł Holsta na bardziej egzotyczne wpływy: trzy z jego dzieł (suita Beni-Mora, chóralne Hymny z Rigwedy i opera Savitri) to efekt urlopu spędzonego w Afryce Północnej i zainteresowań literaturą sanskrycką, np. utwór The Cloud Messenger op. 30 jest zainspirowany utworem Meghaduta autorstwa Kalidasy. Bliższe pieśniom ludowym są suity na orkiestrę wojskową i suita St. Paul, którą napisał dla orkiestry szkolnej. Potem powstał jego najsłynniejszy cykl, Planety, skomponowany w latach 1913–1916 w wyniku przypadkowej rozmowy o astrologii.
Podczas I wojny światowej uczestniczył w wojnie na Bliskim Wschodzie. Po powrocie do kraju wykonanie Planet uczyniło go czołowym kompozytorem angielskim. Od tego momentu musiał łączyć obowiązki kompozytora i nauczyciela. W 1923 poważna choroba trwale nadwyrężyła jego zdrowie, ograniczyła możliwości twórcze i prawdopodobnie skróciła życie. Surowość Koncertu fugowego, Uwertury oraz Symfonii chóralnej tłumaczono skutkami choroby, ale bardziej otwarte opery: The Perfecty Fool (Głupiec doskonały, 1922), At the Boar’s Head (1925), The Wandering Scholar (Wędrowny uczony, 1934) i utwory takie, jak Hammersmith (1931) zaprzeczyły temu. Późniejsze kompozycje, a wśród nich zainspirowany przez Hardy’ego Egdon Heath na orkiestrę i pieśni Humberta Wolfe’a pokazały Holsta od najlepszej strony.